# Судаков, Александр Степанович (юрист)
Александр Степанович Судаков (бел. Аляксандр Сцяпанавіч Судакоў; (? — 1937) — белорусский советский партийный и государственный деятель. юрист.
Член РКП(б) c 1919 года. В 1930 году стал ответственным секретарём Мозырского окружного комитета Компартии Беларуси.
В 1931—1932 годах работал ответственным секретарём Витебского городского комитета КП (б) Беларуси.
С 29 января по 23 июля 1932 года — кандидат в члены Бюро ЦК Компартии Беларуси. С октября 1932 по май 1933 года занимал пост Народного комиссара юстиции Белорусской ССР.
В 1934 году избирался делегатом XVII съезда ВКП(б).
Репрессирован в 1937 году.